# Catalogus Catalogorum
Catalogus Catalogorum (Le catalogue des catalogues) est un catalogue en trois volumes publié par Theodor Aufrecht entre 1891 et 1903. Celui-ci recense tous les manuscrits sanskrits connus à cette époque.